# Birger Olsson (politiker)
För andra betydelser, se Birger Olsson (olika betydelser).
Olov Birger Olsson, född 4 juni 1927 i Forsa församling i Gävleborgs län, död där 25 december 2020, var en svensk lantbrukare och politiker (centerpartist) som tjänstgjorde som ersättare i Sveriges riksdag i kortare perioder för Gävleborgs läns valkrets 1977 och 1979.